# ベニ・モントレゾール
ベニ・モントレゾール（Beni Montresor, 1926年3月31日 - 2001年10月11日）は、多方面に活躍したイタリアの芸術家で、オペラ演出家、映画監督、舞台美術家、美術デザイナー、衣裳デザイナー、絵本作家である。1965年に絵本『ともだちつれてよろしいですか』でコールデコット賞を受賞。トニー賞に3回ノミネートされた。日本ではベニ・モントレソールとも表記される。

## 人物・来歴
1926年3月31日、ヴェネト州ヴェローナ県ブッソレンゴに生まれる。
1953年には、ドメニコ・パオレッラが監督した『歌よ歌よ歌よ』に美術装飾・美術監督としてクレジットされている。1959年までに、30作にもおよぶイタリア映画の美術畑の仕事をし、1960年（昭和35年）、34歳のときにアメリカ合衆国に移住する。
アメリカ合衆国では、オペラの舞台監督・衣裳デザイナーとして知られ、1963年、サウスカロライナ州チャールストンでのスポリート・フェスティヴァル・USAで上演されたジャン・カルロ・メノッティの『最後の野蛮人』 The Last Savage の米国初演で、舞台と衣裳を手がけた。1981年には、ワシントン国立歌劇場とニューヨーク市立歌劇場で、イタロ・モンテメッツィの『三人の王の愛』 L'amore dei tre re 再演において、刺激的かつ刹那的な舞台設計と照明設計も手がけている。1988- 1989年、ローマ歌劇場の芸術監督を務めた。映画監督としても、クリフ・デ・ヤング主演 Pilgrimage （1972年）とルチア・ボゼー主演 La messe dorée （1975年）の2作を演出している。
イタリア・ミラノのスカラ座、スポリート・フェスティヴァル、グラインドボーン・フェスティヴァル・オペラ、ニューヨーク市立歌劇場、メトロポリタン歌劇場からの依頼を受けて、アミルカレ・ポンキエッリ『ラ・ジョコンダ』 La Gioconda 、ジュール・マスネ『エスクラルモンド』 Esclarmonde 、前述の『最後の野蛮人』 The Last Savage 、ガエターノ・ドニゼッティ『連隊の娘』 La Fille du régiment 、同じく『愛の妙薬』 L'elisir d'amore  （メトロポリタン歌劇場）、ジュゼッペ・ヴェルディ『アイーダ』 Aida やヴォルフガング・アマデウス・モーツァルト『魔笛』 The Magic Flute （ニューヨーク市立歌劇場）等の舞台をてがけた。映画美術の分野では、フェデリコ・フェリーニやヴィットリオ・デ・シーカ、ロベルト・ロッセリーニらとの共同作業を残している。
2001年10月11日、ヴェネト州ヴェローナ県ヴェローナで、膵癌のため死去した。満75歳没。

## おもなフィルモグラフィ
クレジットのない作品もあり、不明のものも多い。
- 『歌よ歌よ歌よ』 Canzoni, canzoni, canzoni : 監督ドメニコ・パオレッラ、1953年 - 美術装飾・美術監督
- 『わたしの罪ではない』 Il mondo le condanna : 監督ジャンニ・フランチョリーニ、1953年 - 衣裳デザイナー
- 『過去の映画』 Cinema d'altri tempi : 監督ステーノ、1953年 - 美術デザイナー
- 『中世の恋の数々』 Amori di mezzo secolo : 監督マリオ・キアーリ / ピエトロ・ジェルミ / グラウコ・ペレグリーニ / アントニオ・ピエトランジェリ / ロベルト・ロッセリーニ、オムニバス、1954年 - 美術装飾
- 『カーザ・リコルディ』 Casa Ricordi : 監督カルミネ・ガローネ、1954年 - 美術装飾
- 『ローマ物語』 Racconti romani : 監督ジャンニ・フランチョリーニ、1955年 - 衣裳デザイナー
- 『吸血鬼』 I vampiri : 監督リッカルド・フレーダ / マリオ・バーヴァ、1956年 - 衣裳デザイナー・美術デザイナー
- 『ジーグフリード』 Sigfrido : 監督ジャコモ・ジェンティローモ、1957年 - 美術デザイナー
- 『祖母サベッラ』 La nonna Sabella : 監督ディーノ・リージ、1957年 - 衣裳デザイナー
- 『もっとも素晴らしい瞬間』 Il momento più bello : 監督ルチアーノ・エンメル、1957年 - 美術デザイナー
- 『わたしはもはやガリオーネではない』 Non sono più Guaglione : 監督ドメニコ・パオレッラ、1958年 - 美術デザイナー
- 『日曜日はいつも日曜日』 Domenica è sempre domenica : 監督カミッロ・マストロチンクェ、1958年 - 美術監督
- 『天空の燃えつきる日』 La morte viene dallo spazio / 英語題 The Day the Sky Exploded : 監督パオロ・ハーシュ、1958年 - 美術デザイナー
- 『ピーア・デ・トロメイ』 Pia de' Tolomei : 監督セルジオ・グリエコ、1958年 - 美術装飾
- 『街の中の地獄』 Nella città l'inferno : 監督レナート・カステッラーニ、1959年 - 衣裳デザイナー
- 『黒教会秘密作戦』 Geheimaktion schwarze Kapelle : 監督ラルフ・アビブ、1959年 - 衣裳デザイナー

- 『夏の狂気』 Follie d'estate : 監督カルロ・インファシェッリ / エドアルド・アントン、1963年 - 美術デザイナー

- 『巡礼』 Pilgrimage : 1972年 - 監督・脚本
- 『黄金のミサ』 La messe dorée : 1975年 - 監督・脚本
- 『プラテー』 Platée : 監督ピエール・デフォン、テレビ映画、1977年 - 衣裳デザイナー・美術デザイナー
- 『ナブッコ』 Nabucco : テレビ映画、1979年 - 衣裳デザイナー

- 『愛の妙薬』 L'elisir d'amore : テレビ映画、1992年 - 衣裳デザイナー・美術デザイナー

## おもなビブリオグラフィ
- 『ともだちつれてよろしいですか』 May I Bring a Friend? : ベアトリス・シェンク・ド・レーニエ （1965年）、訳渡辺茂男、冨山房、1974年 / 童話館出版、2003年 ISBN 4887500556 - 1965年コールデコット賞受賞
- 『クリスマス・イブ』 On Christmas Eve : マーガレット・ワイズ・ブラウン （1974年）、訳矢川澄子、ほるぷ出版、1976年 / 新版、ほるぷ出版、2003年 ISBN 4593500397

## 関連事項
- イタリア式コメディ
- スポリート・フェスティヴァル・USA （en:Spoleto Festival USA）
- ワシントン国立歌劇場 （en:Washington National Opera）
- ニューヨーク市立歌劇場 （en:New York City Opera）
- クリフ・デ・ヤング （en:Cliff DeYoung）
- ルチア・ボゼー （en:Lucia Bosé）
- グラインドボーン・フェスティヴァル・オペラ （en:Glyndebourne Festival Opera）
- ドメニコ・パオレッラ （it:Domenico Paolella）
- ジャンニ・フランチョリーニ （en:Gianni Franciolini）
- カルミネ・ガローネ （en:Carmine Gallone）
- リッカルド・フレーダ
- ジャコモ・ジェンティローモ （en:Giacomo Gentilomo）
- カミッロ・マストロチンクェ （en:Camillo Mastrocinque）
- パオロ・ハーシュ （en:Paolo Heusch）
- セルジオ・グリエコ （en:Sergio Grieco）
- ラルフ・アビブ （fr:Ralph Habib）
- カルロ・インファシェッリ （it:Carlo Infascelli）
- エドアルド・アントン （it:Edoardo Anton）
- ベアトリス・シェンク・ド・レーニエ （en:Beatrice Schenk de Regniers）

## 註
1. 1 2 3 4 5 6  Beni Montresor, インターネット・ムービー・データベース （英語）, 2011年1月21日閲覧。
2. 1 2 3 4  Beni Montresor, allmovie （英語）, 2011年1月21日閲覧。
3. 1 2 3  Beni Montresor, Find a Grave, 2011年1月21日閲覧。
4. 1 2 3  Beni Montresor, Internet Broadway Database （英語）, 2011年1月21日閲覧。
5. ↑  “Caldecott Medal & Honor Books, 1938-Present”.   American Library Association. 2010年2月24日閲覧。
6. 1 2  Honan, William H. (2001年10月13日). “Beni Montresor, Artist in 2 Worlds, Dies at 78”.   New York Times. 2010年2月24日閲覧。
7. ↑  Fratello, Giovanni (2008年4月11日). “Lo sguardo di Beni Montresor” (Italian).   L'Unità. 2010年2月24日閲覧。[リンク切れ]
8. ↑  “Dal Colore alla Luce:Beni Montresor. Un protagonista del teatro internazionale” (Italian). 2010年2月24日閲覧。